# Solidago
- Commons
- Wikispecies

Solidago é um género botânico pertencente à família das Asteráceas. As espécies deste género também são comummente conhecidas como «solidagos».

## Classificação do género
| Sistema | Classificação                                | Referência |
| ------- | -------------------------------------------- | ---------- |
| Linné   | Classe Syngenesia, ordem Polygamia superflua | [ 3 ]      |